# Litiopa tumescens
Litiopa tumescens is een slakkensoort uit de familie van de Litiopidae. De wetenschappelijke naam van de soort is voor het eerst geldig gepubliceerd in 1925 door Thiele.